# En correctionnelle

En correctionnelle est un court métrage français écrit et réalisé par Marcel Aboulker en 1939.

## Fiche technique
- Réalisation et scénario : Marcel Aboulker
- Production : Kleber Film
- Directeur de la photographie : René Gaveau
- Durée : 24 minutes
- Longueur : 650 mètres
- Procédé : 35 mm (positif & négatif) / noir et blanc / 1 x 1,37 / son monographique

## Distribution
- Fernand Rauzena
- Marguerite Moreno
- Jean Nohain
- Georges Paulais
- Balder
- Blanche Montel
- Frédéric O'Brady